# Cunucu Abao
Cunucu Abao, Cunucu Abou – miejscowość (plaats) w strefie Pos Abao/Cunucu Abao, w regionie Oranjestad-West w północno-zachodniej części kraju autonomicznego Aruba, należącego do Holandii, w Ameryce Południowej. 